# Ranil Wickremesinghe
Pour les articles homonymes, voir Wickremesinghe.
Ranil Wickremesinghe (en singhalais : රනිල් වික්‍රමසිංහ ; en tamoul : ரணில் விக்கிரமசிங்க), né le 24 mars 1949 à Colombo, est un avocat et un homme d'État sri-lankais, membre du Parti national uni qu'il dirige depuis 1994. Il est plusieurs fois Premier ministre, du 7 mai 1993 au 19 août 1994, du 9 décembre 2001 au 6 avril 2004 et du 9 janvier 2015 au 21 novembre 2019. D'octobre à décembre 2018, il est l'objet d'une crise politique liée à son limogeage controversé, puis celle-ci se termine après la démission de son successeur controversé Mahinda Rajapaksa et de sa propre réinvestiture.
Il est à nouveau nommé Premier ministre le 12 mai 2022, au cours de la crise politique qui frappe son pays. Le 15 juillet suivant, il exerce à ce titre les fonctions de président de la République par intérim après le départ de Gotabaya Rajapaksa. Le 20 juillet enfin, il est élu président par le Parlement.

## Biographie
Il est le second fils du baron de la presse Esmond Wickremesinghe, et le neveu de l'ancien président Junius Richard Jayewardene.

### Troisième mandat de Premier ministre

#### Nomination
Le 9 janvier 2015, le nouveau président Maithripala Sirisena le nomme Premier ministre. Il avait noué avec ce dernier une alliance de circonstance, qu'il reconduit à la suite des élections législatives srilankaises de 2015.
Par la suite, des dissensions apparaissent entre les deux alliés. 

#### Crise politique de 2018
Le 26 octobre 2018, le président Maithripala Sirisena démet Ranil Wickremesinghe de ses fonctions et nomme immédiatement l'ancien président Mahinda Rajapaksa à sa place. Ayant fait amender en 2015 la constitution de sorte de retirer au président le droit de limoger le Premier ministre, Wickremesinghe considère cet acte comme inconstitutionnel et déclare demeurer à son poste. Il refuse alors de quitter ses fonctions, recevant ainsi le soutien de Karu Jayasuriya, le président du Parlement, institution suspendue jusqu'au 16 novembre par le président de la République. Le 28 octobre, alors que les partisans de Rajapaksa tentent d'entrer dans sa résidence, un garde du corps du ministre sortant du Pétrole tire sur eux, faisant un mort et deux blessés. 
Le 1er novembre, le président annonce la levée de la suspension du parlement et le convoque pour le 5 novembre, puis reporte la date au 7 puis au 14 novembre. Le 9 novembre, le président dissout le parlement et convoque des législatives anticipées pour le 5 janvier 2019. Le 11 novembre, le président du Parlement conteste cette décision, estime que le président ne possède pas le pouvoir de dissolution. Le 13 novembre, la Cour suprême annule la dissolution. 
Le 14 novembre, le gouvernement de son rival est renversé par une motion de censure. Les 15 et 16 novembre, ont lieu des séances houleuses au parlement. Wickremesinghe demande alors à être réinvesti. Le 18 novembre a lieu une réunion de sortie de crise.
Le 25 novembre, Sirisena annonce qu'il ne nommera plus jamais Wickremesinghe comme Premier ministre, l'accusant de corruption.
Le 3 décembre, la Cour suprême suspend les pouvoirs du second Premier ministre, Mahinda Rajapaksa. Cette décision très attendue des magistrats a été rendue avant le 12 décembre, car ils ont estimé que des « dommages irréparables ou irrémédiables » pouvaient survenir sur l'île.
Le 13 décembre, la Cour suprême confirme l'annulation des élections anticipées, estimant que le président ne possède pas le droit de dissoudre la chambre.
Le 14 décembre, la démission prochaine de Rajapaksa est annoncée par son fils, étant effective pour le lendemain 15 décembre. Wickremesinghe est réinvesti le 16 décembre.

### Quatrième mandat de Premier ministre
Deux mois après sa nomination, il élabore un plan d'urgence avec le président Gotabaya Rajapaksa.
Il prête serment le 12 mai 2022 alors que son pays s'enfonce dans une crise sociale et économique sur fond de violences et d'affrontements entre manifestants et policiers.
Selon Delon Madavan, « Il n’aurait pas dû remplacer Mahinda Rajapaksa. Son frère Gotabaya Rajapaksa serait parti. Il y aurait eu besoin d’un gouvernement national. Sa nomination aurait pu être logique, explique Delon Madavan. Maintenant, il est associé comme un traître à la cause du peuple. ».
Le 9 juillet suivant, le président Rajapaksa est contraint de fuir le palais présidentiel de Colombo, menacé par des dizaines de milliers de manifestants. Il quitte finalement le pays à bord d'un avion de l'armée pour se rendre aux Maldives le 13 juillet.

### Président de la République

#### Par intérim
En l'absence du président, Wickremesingue assure ainsi l'intérim à la tête de l'État. Cette décision provoque l'envahissement du siège du gouvernement par les protestataires alors que le président par intérim décrète l'état d'urgence et un couvre-feu et appelle les forces de sécurité à « faire le nécessaire pour rétablir l'ordre » pour ne pas « permettre aux fascistes de prendre le pouvoir ».
Le 14 juillet, Rajapaksa arrive à Singapour à bord d'un avion de ligne. Il envoie sa lettre de démission par e-mail au président du Parlement. Le jour même, les manifestants tentent sans succès de prendre d'assaut le Parlement mais ils sont repoussés par les forces de sécurité. Au même moment, ils se retirent du palais présidentiel et du siège du gouvernement, avant leur reprise par les forces de l'ordre. Après sa démission, le Premier ministre doit, selon la Constitution, exercer l'intérim jusqu'à l'élection d'un nouveau président par le Parlement.
Alors qu'il présente sa candidature à l'élection présidentielle srilankaise de 2022, le mouvement contestataire décide de manifester contre l'éventualité qu'il soit élu.
Ses premières mesures sont de mettre en place un plan d'urgence sur les aliments et le carburant.

#### De plein exercice
Le 20 juillet, il est élu président de la République par le Parlement en obtenant 134 voix sur 225. Il est assermenté le lendemain.
Peu après son élection, il déclare à l'adresse des manifestants : « si on essaye de renverser le gouvernement, d'occuper le bureau du président et celui du Premier ministre, il ne s'agit pas de démocratie, et nous traiterons ceux-là avec fermeté ».
Selon le politologue Jayadewa Uyangoda, « il a indéniablement pour lui l'expérience politique, ce qui a rassuré les députés. Mais ce vote exprime aussi le rejet, par le Parlement, des attentes exprimées par les citoyens depuis quatre mois. Les gens voulaient un changement. Avec Ranil Wickremesinghe, il n'y en a pas eu. Le Parlement envoie ainsi un terrible message au peuple, qui avait tenté de protester pacifiquement. ». Selon son confrère Kusal Perera, « Ranil a regagné l'acceptation des classes moyennes urbaines en rétablissant certains services comme le gaz, et il a déjà montré sa fermeté en faisant évacuer les bâtiments du gouvernement ». Selon le politologue Ranga Kalansooriya, « le clan Rajapaksa continue à tirer les ficelles du Parlement. Et ce Parlement ne reflète pas les aspirations des gens, qui veulent de nouveaux visages et un nouveau système. Mais, parmi tous les politiciens, Ranil Wickremesinghe est le meilleur choix en raison de son expérience politique. » Il ajoute que « Il n'est peut-être pas populaire, mais il a un large réseau international et, en cette période cruciale, le Sri Lanka a besoin d'un dirigeant dynamique, intellectuel et expérimenté ».
Dans la nuit du 20 au 21 juillet, le principal camp des manifestants est dispersé, provoquant des arrestations et des blessés. Les jours qui suivent marquent une poursuite des arrestations.
Le 22 juillet 2022, il nomme son ami d'enfance Dinesh Gunawardena au poste de Premier ministre. Il forme un gouvernement composé de nombreux ministres ayant été en fonction sous les Rajapaksa.
Candidat à l'élection présidentielle du 21 septembre 2024, il termine à la troisième place avec 17,27 % des voix.